# Китара
Китарата е музикален инструмент от групата на струнните инструменти. Тя е най-често с шест струни. При акустичната китара звукът се извлича от вибрациите на струните и техния резонанс в кухата част на инструмента. Свири се като с едната ръка се притискат струните към металните пластини на грифа наречени прагчета, а с другата струните се дърпат или удрят с пръсти или „перо“.
Китарите могат да бъдат класически, акустични или електрически (с електронно усилване) или комбинация от двете. Използват се в много музикални стилове, сред които разновидности на класическата музика, джаз, рок, хевиметъл и много други. Те се правят и поправят от лютиери. За направата им се използват дървета с добри акустични характеристики – такива са кленът, орехът, секвоята и абаносът.

## Етимология
Произходът на китарата не е установен точно, както има няколко теории относно етимологията на името. С думата „китара“, на гръцки: κιθάρα, в Древна Елада се обозначава струнен музикален инструмент, подобен на лирата и използван главно за съпровод на пеене. Има предположения, че името на инструмента произхожда от древната финикийска дума „kuthar“ – името на бога на занаятчийството. Понятието китара, в будизма има значение на мъдрост, хармоничност и знание; предшественицата ѝ-лютнята при древните елини е символ Вселената, небето и земята, хармонията и помирението на силите в природата, самопознанието, омайването на дивите зверове и умението да се разрешават конфликти, а струните олицетворяват отделните сфери; при древните китайци на знание и мъдрост, ученост, хармония между монарси и министри, приятелство, брачно блаженство.

## История
Китарата е един от най-разпространените, а заедно с това и един от най-древните музикални инструменти. Инструмент, подобен на днешната китара, е популярен преди 5000 години, а в западния свят китарата идва от Централна Азия. Най-ранното доказателство за китара, близка до съвременната, е от древни статуетки намерени в Иран.
През Средновековието китарата намира широко разпространение като национален инструмент в Испания, навярно пренесена там от арабските маври. Китарата търпи редица промени преди да добие съвременния си вид. Променя се големината, формата, вида, добавят се и се премахват нови струни. Съвременния си вид добива в края на XVIII и началото на XIX век. Има форма на цифрата 8, с дълъг гриф и метални преградки – позиции за пръстите. Най-често днес се среща шестструнната – испанска, италианска. Звучи октава по-ниско от нотираното. Освен нея има и руска седемструнна.
Класическата китара навлиза в камерното музициране през XVIII век, във висшето общество на Англия и Франция. В началото на XIX век дизайнът ѝ е значително развит от лютиерите – започва да се развива формата на тялото, засилват се кривите, сменят се различни видове дървета, а използваните дотогава дървени ключове биват заменени с метални. В средата на XIX в. интересът към този инструмент значително намалява, за да се възроди отново в началото на ХХ век от виртуозите Франциско Тарега и Андрес Сеговия. Днес класическата китара има трайно място в музикалната култура на Европа.
За китара са писали произведения и са свирили на този инструмент Шуберт, Вебер, Берлиоз, Вагнер, Паганини, Бокерини и други композитори. През XX век голямо разпространение има т.нар. хавайска китара с характерно вибрато иглисанди. При изпълнение тя се поставя легнала върху коленете, а звукоизвличането се извършва чрез металически пръстен. Знаменити композитори и изпълнители китаристи са били Ф. Карули (ит., 1770 – 1841), Фернандо Сор (исп., 1778 – 1839) Дионисио Агуадо (исп., 1784 – 1849), Андрей Осипович Сихра – основател на руска школа за изучаване на китара (рус, 1773 – 1850), Иванов-Крамски (рус., 1912 – 1973) и др.

## Електрическа китара
Електрическата китара е изобретена от Адолф Рикенбакер, с помощта на Джордж Бошан и Паул Берт през 1931 година. Рикенбекер е изобретил адаптер от подковообразен магнит. Въпреки това Данелектро (англ: Danelectro) са първите, които произвеждат електрически китари за масовия пазар. Истинската електрическа китара с изцяло плътен корпус е създадена от американеца Лео Фендър (англ: Leo Fender), който през 1946 г. основава компанията за електрически инструменти „Фендър“, а продуктите ѝ са едни от най-качествените и ценени от много известни музиканти по цял свят. 
Развитието на съвременните технологии няма как да не окаже влияние на музикалната индустрия и в частност на музикалните инструменти. Технологичният напредък предлага нови възможности при създаването на музика. Едни производители залагат на физическата издръжливост. Китарата на Blackbird е изцяло изработена от въглеродни нишки, с изключение на струните, които са найлонови. Залага се също и на новаторски похвати на звукоизвличане, поставяйки отвора до грифа на китарата, променяйки формата в правоъгълна и намаляване на теглото ѝ.
Гибсън (Gibson) подхождат по друг начин. Те улесняват творците, като поставят автоматична система, разработвана близо десет години, която позволява самонастройването на китарата. Новият продукт вече е използван от Били Корган от Smashing Pumpkins, а Пийт Таусенд от Дъ Ху (The Who) вече е проявил интерес. Трети, като компанията Ovation, представят модел на китара, която може да записва всичко изсвирено на нея. Продуктът е получил името iDea и работи с вграден микрофон и mp3 записващо устройство. Навигацията е улеснена с LCD дисплей, а записаната музика се прехвърля на компютър посредством USB порт.

## Устройство
При различните видове китари има различни видове елементи. При електрическите китари липсва куха резонаторна част, защото специална музикална техника възпроизвежда звука. Но има и общи елементи, без които тя не би могла да бъде използваема. Това са гриф, струни, прагчета, мостове и ключове, като ключовете правят малко изключение, тъй като при един особен вид китари те липсват. Важен етап при дизайна на китарата е подбора на дърво. Макар много от китарите да са боядисани и да се пренебрегва дървото, съществуват много примери, които показват как само полираното дърво създава такъв ефект, какъвто не може да бъде постигнат единствено чрез боядисване. Най-добрите материали са кленът, секвоята, абаносът, червеното дърво и други екзотични дървесини. Боядисването на китарата също дава отражение на звука. С термина „боди арт“ (англ: body art) се означават мотивите, които се изобразяват върху инструмента – например даден символ, надпис или фигура.

### Глава на грифа
Главата на китарата се намира в края на грифа, от отсрещната страна на тялото на китарата. Към главата са прикрепени ключовете, чиято основна функция е да опъват струните и да поемат породеното от тях напрежение при свирене, освен това от ключовете се контролира обтегнатостта и отпуснатостта на китарните струни. Най-често срещаната комбинация от ключове е 3+3, от двете страни на главата по три ключа, като за всеки е прикрепена по една струна. При други глави на китари, ключовете са подредени в права линия, шест на брой, един след друг (китарите Фендър Стратокастър (англ: Fender Stratocasters)) или 2+4, т.е. от едната страна 2, а от другата 4 (например при китарите Ърни Бол Мюзик Мен (англ: Ernie Ball Music Man)), а трети нямат глави (като тези от серията Стийнбергер (англ: Steinberger)). Според ъгъла, който главите образуват с грифа, те биват прави и ъгловати глави. Всички главни и по-известни китарни марки имат подписи на китарните глави, което ги прави по-лесно разпознаваеми.

### Ключове
Ключовете са елементи на китарната глава, чрез които се регулира обтегнатостта и отпуснатостта на струните. Те се увиват около ключовете за настройка и се закрепват на прагчето. Благодарение на механизма „безконечен винт“, ключовете могат да се въртят и да променят напрежението в струните, за да бъде китарата добре настроена.

### Нът
Нът се нарича малка ивица от кост, пластмаса, месинг, кориан, графит, стомана или друг среднотвърд материал, разположена на свръзката на главата с грифа. Вдлъбнатините на нъта осигуряват правилното последователно и паралелно разположение на струните върху него. Нътът е една от крайните точки на вибрационната дължина на струните. Тя трябва да бъде точно оформена и отрязана, защото в противен случай може да доведе до проблеми при звукоизвличането.

### Гриф
Грифът е частта от китарата, разграфена с метални пластинки, наречени прагове, към която се притискат струните, като по този начин се получава различна дължина на трептенията и се постига различен тон. При натискане на струна, частта от нея, която трепти, се скъсява, като по този начин извлеченият тон се повишава. Грифовете са изработени от ламинирано дърво. Металните прагове на грифа са типични за китарата, за разлика от някои инструменти, където те отсъстват, например цигулката.
На грифа се натискат акордите на китарата.

### Струни
Струните са вибриращи елементи, които служат като източник на вибрация в струнните инструменти като цигулка, китара, арфа и пиано. Те са дълги, направени са от гъвкав материал и се закрепват опънати, така че да могат да вибрират свободно. Струните могат да бъдат „прости“ (изцяло от един материал, например стомана или найлон) или със сърцевина от един материал и намотки от друг за увеличаване на масата и дебелината. Шестте струни от ляво надясно обикновено са подредени от най-ниската до най-високата нота: ми, ла (110 херца), ре, сол, си и отново ми.

## Похвати при свирене

### Баре
Баре е характерен технически похват при свиренето на китара, който има ограничено приложение при останалите класически струнно-грифови инструменти. Представлява едновременното притискане с един пръст на две или повече струни към грифа – в повечето случаи с показалеца или с „първи пръст“ според китарната терминология. С използване на баре се освобождават останалите пръсти за изпълнение на други тонове. Много често баре се използва за притискането на всички струни. Целта е пълното или частично транспониране на дадена мелодия.
Етимологията на думата е от френски – „barre“ (желязна пръчка, лост). Със същото значение е и италианската дума „barra“ (метална пръчка, лост). Идентична по правопис е немската дума „Barre“ (бариера, преграда). Английската дума „bar“ има различни значения, но се използва в музикалната терминология със смисъл за тактова черта или такт.

### Легато
Легатото е един от основните елементи в музикално-изпълнителската практика – щрих, при който тоновете се изпълняват свързано, като се сливат един с друг. Китарното легато е специфичен начин на звукоизвличане, при който един или няколко тона се свирят само с лявата ръка. Като музикален термин „legato“ има широко приложение в музикалната литература. Думата е от италиански език – „legare“ – свързвам, завързвам, връзвам. В литературата за китара се среща и испанската дума „ligado“ (от „ligar“) – връзвам, свързвам.

### Вибрато
Вибратото (ит. vibrato от лат.vibrare – трептя) е леко, вълнообразно колебание на тоновата височина, особено характерно за струнните инструменти. Вибратото се използва и при пеенето и духовите инструменти. При пеенето се дължи на особени трептения на гласовите връзки а при духовите инструменти на изменение на интензитета на издишването.